# أليكس لوركا
أليكس لوركا (بالإسبانية: Álex Llorca)‏ مواليد 26 يناير 1989 في إيسبلوغاس دي يوبريغات، إسبانيا، هو لاعب كرة سلة إسباني. بدأ مسيرته الاحترافية في سنة 2007. يلعب مع بالونكيستو فوينلابرادا في الدوري الإسباني لكرة السلة. يحمل الرقم 8.

## المسيرة الاحترافية
لعب مع نادي فيتش لكرة السلة في موسم 2008–2009، ثم لعب مع باسكت مانريسا في الدوري الإسباني من سنة 2009 إلى 2011، ثم لعب مع نادي أليكانتي لكرة السلة في موسم 2012–2013، ثم لعب مع نادي بريوغان لكرة السلة في الدوري الإسباني في موسم 2014–2015، ثم لعب مع بالونكيستو فوينلابرادا في سنة 2015.

## روابط خارجية
- أليكس لوركا على موقع الاتحاد الدولي لكرة السلة (الإنجليزية)
- أليكس لوركا على موقع الدوري الإسباني لكرة السلة (الإسبانية)
- أليكس لوركا على موقع كرة السلة الأوروبية.كوم (الإنجليزية)
- أليكس لوركا على موقع ريلجم (الإنجليزية)
- أليكس لوركا على موقع بروبوليرز (الإنجليزية)
- أليكس لوركا على موقع سبورتس رفرنس (الإنجليزية)